# Uragano Faith
L'uragano Faith fu la sesta tempesta tropicale ed il quinto uragano della stagione degli uragani atlantici 1966. Faith si generò in un'area di tempo perturbato tra Capo Verde e la costa occidentale dell'Africa il 21 agosto 1966. Proseguendo verso ovest, la depressione gradualmente s'intensificò e diventò il giorno seguente la "Tempesta Tropicale Faith". Continuando il suo moto verso ovest, attraversando di fatto l'Oceano Atlantico, lentamente Faith andò rafforzandosi sempre di più, fino a essere dichiarato uragano il 23 agosto. Circa 42 ore dopo, raggiunse un primo picco di 105 mph (165 km/h), prima di indebolirsi leggermente durante la giornata del 26 agosto. Situato ormai nei pressi delle Piccole Antille, le bande esterne di Faith produssero venti di burrasca nella regione, investendo in particolar modo Porto Rico, le Isole Vergini e l'isola di Antigua. Danni minori ricevettero le coste di Trinidad e Tobago.
Ma il 28 agosto la tempesta riprese ad intensificarsi, dopo aver curvato verso nord-nordovest in direzione Bahamas. Alle 00:00 UTC del giorno successivo, Faith raggiunse i 125 mph (205 km/h), diventando un uragano di categoria 3, secondo la scala Saffir-Simpson. Successivamente, si indebolì, scendendo alla categoria 2, quando all'improvviso cambiò rotta verso nordest. Una persona annegò nell'Atlantico occidentale dopo che la sua imbarcazione fu affondata dalle condizioni meteo avverse. Pesanti precipitazioni e forti venti colpirono le Bermuda, che però non contarono alcun danno degno di nota. La tempesta si mantenne a questa intensità per diversi giorni, mentre continuava il suo percorso verso nordest che in breve la portò nell'Atlantico settentrionale. S'indebolì ulteriormente nel suo passaggio a nord della Scozia, fino ad essere declassata a ciclone extratropicale il 6 settembre, poco dopo il suo passaggio sulle Isole Fær Øer. Si contarono altri tre morti per annegamento nel Mare del Nord, al largo delle coste della Danimarca

## Storia della tempesta
Il 18 agosto fu rilevata dal satellite un'area perturbata stazionante sopra la Costa d'Avorio. Il sistema stava muovendosi verso occidente ed avrebbe in breve raggiunto l'Oceano Atlantico. Alle 00:00 UTC del 21 agosto si sviluppò una depressione tropicale a circa 390 km a sud-est di Capo Verde. Continuando verso occidente, la depressione s'invigorì ed il giorno dopo fu riclassificata come "Tempesta Tropicale Faith". L'intensificazione fu lenta, ma continua e graduale, tanto che in poche ore la velocità dei venti passò da 17 a 23 mph (da 27 a 37 km/h). Il 23 agosto, Faith fu dichiarato uragano di categoria 1. Dopo aver girato verso nord-nordovest, la tempesta raggiunse la categoria 2, con venti che in breve tempo raggiunsero i 105 mph (165 km/h). Il 25 agosto, mentre si avvicinava alle Isole Sopravento settentrionali, Faith subì un temporaneo indebolimento che lo fece declassare alle categoria 1. Inizialmente, Faith fu selezionato per sperimentare la cosiddetta inseminazione delle nuvole, facente parte del Progetto Stormfury, ma tale decisione dovette essere cambiata non appena l'uragano si approssimò alle Bahamas. Dopo aver oltrepassato le Isole Sopravento settentrionali, in un primo momento Faith si mantenne sempre nella categoria 1, prima di rinvigorirsi bruscamente un'altra volta il 28 agosto nei pressi dell'arcipelago di Turks e Caicos, arrivando addirittura alla categoria 3 nel giro di sei ore.
Alle 00:00 UTC del 29 agosto Faith raggiunse il picco di forza, con venti che spirarono a 125 mph (205 km/h). In meno di un giorno iniziò però ad indebolirsi, tant'è che il 30 agosto fu declassato alla categoria 2. In quel giorno, cambiò rotta a causa di una struttura anticiclonica tra le Bermuda e la Florida e puntò verso nord-est. Faith si mantenne al largo della East Coast e del Canada atlantico, mentre virò definitivamente verso est il 1º settembre. D'ora in avanti, si mosse a sempre maggior velocità, curvando ancora verso nord-est ed entrando in poco tempo nella parte alta dell'Atlantico settentrionale. Avvicinandosi all'Europa, Faith ridusse gradualmente la pressione atmosferica, fino a far registrare un minimo di 950 mbar (28,06 inHg) il 3 settembre, il livello più basso di tutto il percorso. Fu declassato quindi a uragano di categoria 1, mentre si avvicinava alle Isole Fær Øer. In quello stesso giorno, poco dopo il suo passaggio sulla capitale locale (Tórshavn), più precisamente a circa 200 km da essa, fu definitivamente declassato da uragano a tempesta extratropicale. A questo punto, i resti di Faith si diressero verso la Norvegia e la Danimarca, che furono spazzate da venti di 60 mph (95 km/h). Passato su tutta la Scandinavia, Faith fu ulteriormente declassato a semplice depressione, per poi entrare nell'Unione Sovietica (attuale Russia). Alla fine, la tempesta divenne una semplice area extratropicale di bassa pressione, girò verso nord, mantenendo questa definizione fino al 15 settembre, quando essa giunse sulla Terra di Francesco Giuseppe, tra i 900 e 1.100 km distante dal Polo nord.

## Impatto e record

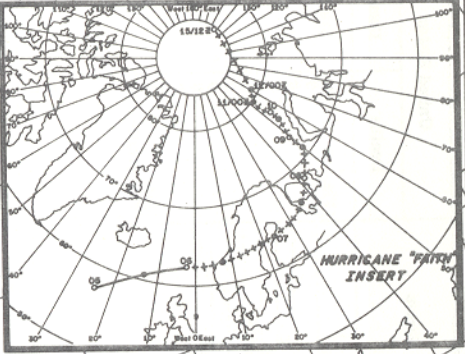
Mappa del percorso di Faith dopo il declassamento da uragano a tempesta extratropicale.

Nelle Isole Sopravento settentrionali, l'avvicinamento di Faith costrinse la stazione di monitoraggio - la quale stava monitorando un razzo senza pilota lanciato dalla NASA - sull'isola di Antigua a chiudere dopo 45 minuti il decollo del razzo.
Diversamente da Antigua, Faith colpì con venti di burrasca le Isole Vergini e Porto Rico, dove però non causò morti e danni. Più a sud, l'uragano causò mare agitato intorno a Trinidad e Tobago, con onde alte tra i 3 e i 4,6 metri. Ciò arrecò piccoli danni a moli e imbarcazioni. Nell'arcipelago di Turks e Caicos gli argini riportarono alcuni danni, nonostante Faith fosse passato a ben 105 km a nord dell'isola. Nella East Coast, la tempesta provocò mare agitato ed alta marea da Cape Canaveral (all'epoca Cape Kennedy, in Florida) fino ai Capi Virginia. Inoltre, il servizio meteorologico nazionale avvisò del pericolo di burrasche sia in Carolina del Nord che in Carolina del Sud oltre che in Virginia, ma specificò anche che avrebbero subito soltanto gli effetti marginali di Faith. Tuttavia, le Bermuda furono investite dalle piogge delle zone periferiche della struttura ciclonica, ma ciò non evitò pesanti precipitazioni e venti oltre i 62 mph (100 km/h).
Cinque furono le vittime della tempesta. Un uomo fu scaraventato in mare dalla sua imbarcazione, la "Alberto Benati", che fu battuta violentemente dal mare grosso. Altri due annegarono in Danimarca mentre si apprestavano ad attraversare l'Oceano Atlantico in barca a remi. Un altro uomo risultò disperso - e, non essendo mai stato ritrovato, fu poi considerato morto - dopo che il mare grosso costrinse lui e i suoi compagni di bordo (che invece tornarono a casa) ad abbandonare la loro imbarcazione nei mari a nord della Danimarca. I danni arrecati in territorio danese da Faith, a parte i pochi morti, furono comunque quasi nulli, anche perché fu colpita una zona scarsamente popolata. Un traghetto norvegese di 2.726 tonnellate, conosciuto come "Skagerak", affondò mentre si dirigeva verso Hirtshals, un centro abitato nella regione dello Jutland settentrionale. Le onde colpirono ripetutamente i fianchi della nave, che in poco tempo vide inondarsi la sala macchine, per cui la nave divenne inutilizzabile. Un'operazione di ricerca su larga scala fu condotta per salvare i 144 passeggeri a bordo. Tutti i passeggeri, una volta salvati, furono portati nella città di Hjørring per essere curati. Tuttavia, una persona morì in ospedale. In Norvegia, i resti di Faith colpirono l'area compresa tra Ryfylke e Sunnfjord. La tempesta portò forti piogge e il parziale scioglimento dei ghiacciai, il che a sua volta causò allagamenti in alcune località.
Grazie alla sua eccezionale durata, Faith viaggiò per ben 11.020 km, così che risulta ancora oggi l'uragano atlantico che abbia percorso più chilometri di tutti i tempi, al mondo secondo solo all'uragano John, che nel 1994 percorse oltre 13.000 km nell'Oceano Pacifico. Faith è però l'uragano atlantico ad aver raggiunto la latitudine più a nord di tutti, arrivando fino a 61.1° N - senza considerare fin dove arrivò da semplice depressione.